# Propylthiouracile
Le propylthiouracile ou 6-N-Propylthiouracil (PROP) est un médicament de la famille des antithyroïdiens, il est utilisé en cas d'hyperthyroïdie. Le propylthiouracile est aussi utilisé dans l'étude génétique de la perception de la saveur amère chez les super-goûteurs.

## Chimie et mode d'action
Le propylthiouracile est un thiocarbamide. Sa formule chimique est C7H10N2OS et sa masse  molaire est de 170,233 g/mol.
Il inhibe la iodothyronine désiodase de type I, empêchant la conversion de la thyroxine (T4) en triiodothyronine (T3), hormone nettement plus active.

## Médicament
Le propylthiouracile a été approuvé par la Food and Drug Administration (FDA) en 1947. 
Le propylthiouracile est un antithyroïdien de la famille des thiouraciles, il fait partie de la liste I. C'est un inhibiteur de la thyroperoxydase au niveau de la glande thyroïde ; il inhibe également la transformation de T4 peu active en T3 plus active.

### Effets secondaires
Fièvre, éruption cutanée, agranulocytose, nausées, alopécie, augmentation des transaminases.

### Précautions d'emploi
- Grossesse : à partir de la 10e semaine[5]
- Goitre volumineux : entraînant un risque de compression[5]
- Insuffisance rénale : adapter la posologie[5]

### Divers
Le propylthiouracile fait partie de la liste des médicaments essentiels de l'Organisation mondiale de la santé (liste mise à jour en avril 2013).

## Rôle dans le goût
Le propylthiouracile, avec le PTC (phénylthiocarbamide), a permis la découverte de l'existence d'un lien entre l'aptitude (génétique) (en) 171200 à détecter la saveur amère et les habitudes alimentaires,. Cependant, l'utilisation du propylthiouracile est préférée car il est plus sain et possède une odeur moins soufrée.
L'utilisation du propylthiouracile peut servir de marqueur génétique dans les différences de consommation d'alcool.